# Wettbewerbsbehörde
Eine Wettbewerbsbehörde, auch Kartellbehörde, Kartellamt oder Wettbewerbshüter genannt, ist eine regulierend tätige Behörde mit der Aufgabe, negative Auswirkungen von Machtkonzentrationen auf Märkten zu bekämpfen. Rechtliche Grundlage der Tätigkeit der Wettbewerbsbehörde bildet das Kartellrecht. Entsprechende Behörden existieren in nahezu allen Ländern mit marktwirtschaftlicher Wirtschaftsweise. Von der Wettbewerbsbehörde zu unterscheiden sind die in verschiedenen Wirtschaftsbereichen bestehenden spezifischen Regulierungsbehörden.
Ursache für die Schaffung von Wettbewerbsbehörden bildet die Überlegung, dass Machtkonzentrationen als Form von Marktversagen zu volkswirtschaftlich ineffizientem Ressourceneinsatz sowie zu unerwünschten Verteilungswirkungen führen können.
Die Aufgaben und Kompetenzen der Wettbewerbsbehörden sind in verschiedenen Staaten oft sehr ähnlich geregelt: Eine Wettbewerbsbehörde kann üblicherweise unter bestimmten Voraussetzungen Kartelle, Unternehmenszusammenschlüsse und den Missbrauch von marktbeherrschenden Stellungen untersagen sowie Geldstrafen verhängen. Man unterscheidet drei Grundmodelle hinsichtlich der Organisationsstruktur:
1. Beim Gerichtsmodell sind Ermittlungsarbeiten und Beschlussfassung zwischen Exekutive und Judikative aufgeteilt, wobei die Wettbewerbsbehörde als Anklägerin vor einer neutralen Gerichtsinstanz auftritt, der die alleinige Entscheidungskompetenz zukommt. Dieses Modell wird unter anderem in den USA, Österreich und Malta angewendet.
2. Das einstufige Behördenmodell konzentriert Untersuchungs- und Entscheidungskompetenzen bei der Wettbewerbsbehörde, wobei die Arbeitsschritte intern zur Qualitätssicherung oder Verfahrensgerechtigkeit aufgeteilt werden können. Beispiele hierfür finden sich in der EU, Deutschland (Verwaltungssachen) und Schweden.
3. Beim zweistufigen Behördenmodell liegen Ermittlung und Beschlussfassung ebenfalls bei der Wettbewerbsbehörde, die Funktionen werden jedoch behördenintern getrennt. Dies ist der Fall im Vereinigten Königreich, Frankreich und Italien.

Wettbewerbsbehörden zahlreicher Länder tauschen ihre Erfahrungen in Organisationen wie der Europäischen Wettbewerbsbehörde, dem Europäischen Wettbewerbsnetz, dem International Competition Network oder der OECD aus.

## Liste der Behörden
| Staat                  | Wettbewerbsbehörde |
| ---------------------- | --- |
| Belgien                | Belgische Mededingingsautoriteit / Autorité belge de la Concurrence                                                                                          |
| Bulgarien              | Комисия за защита на конкуренцията |
| Volksrepublik China    | Handelsministerium der Volksrepublik China |
| Dänemark               | Konkurrence- og Forbrugerstyrelsen |
| Deutschland            | Bundeskartellamt |
| Estland                | Konkurentsiamet |
| Europäische Union      | Generaldirektion Wettbewerb der Europäischen Kommission |
| Finnland               | Kilpauilu- ja kuluttajavirasto |
| Frankreich             | Autorité de la Concurrence |
| Gambia                 | Gambia Competition Commission |
| Griechenland           | Επιτροπή Ανταγωνισμού |
| Irland                 | Competition and Consumer Protection Commission |
| Island                 | Samkeppniseftirlitið |
| Italien                | Autorità Garante della Concorrenza e del Mercato |
| Kanada                 | The Competition Bureau |
| Kroatien               | Agencija za zaštitu tržišnog natjecanja |
| Lettland               | Konkurences padome |
| Liechtenstein          | Amt für Volkswirtschaft |
| Litauen                | Konkurencijos taryba |
| Malta                  | Ministry for Finance |
| Luxemburg              | Autorité de la concurrence |
| Niederlande            | Autoriteit Consument & Markt |
| Norwegen               | Konkurransetilsynet |
| Österreich             | Bundeswettbewerbsbehörde |
| Polen                  | Urząd Ochrony Konkurencji i Konsumentów |
| Portugal               | Autoridade da Concorrência |
| Rumänien               | Consiliul Concurenţei |
| Russland               | Федеральная антимонопольная служба (Federalnaja antimonopolnaja sluschba; deutsch Föderalistischer Kartellrechts-Service)                                    |
| Schweden               | Konkurrensverket |
| Schweiz                | Wettbewerbskommission |
| Slowakei               | Kartelový úrad |
| Slowenien              | Javna agencija Republike Slovenije za varstvo konkurence |
| Spanien                | Comisión Nacional de la Competencia (seit September 2013 Comisión Nacional de los Mercados y la Competencia; CNMC)                                           |
| Tschechien             | Úřad pro ochranu hospodářské soutěže |
| Vereinigte Staaten     | Federal Trade Commission und US-Justizministerium |
| Vereinigtes Königreich | Competition and Markets Authority, im Bereich Finanzdienstleistungen: Financial Conduct Authority; vorher: Office of Fair Trading und Competition Commission |
| Türkei                 | Rekabet Kurumu |
| Ukraine                | Антимонопольний комітет України (Antimonopol-Komitee der Ukraine)                                                                                            |
| Ungarn                 | Gazdasági Versenyhivatal |
| Zypern                 | Επιτροπής Προστασίας Ανταγωνισμού |